# 颱風甘茵 (1980年)
颱風甘茵是1980年太平洋台风季中的其中一個热带气旋。

## 解釋
和颱風喬伊一樣，甘茵也是在7月19日在在赤道附近生成。它快速向西移動，並在7月21日增強成熱帶風暴並在7月23日增強成颱風。甘茵在7月24日急劇地增強成一個150 mph的超級颱風，但是它的對流被菲律賓至西南向。這颱風在7月25日登陸呂宋前減弱至115 mph的風速，在喬伊登陸後一個熱帶低氣壓也吹襲了同一個地區。甘茵繼續向西北移動，但是它的對流被破壞，並在7月27日，在香港東北方90 miles時，登陸中國南部前維持熱帶風暴的強度。此颱風帶來的暴雨和大面積洪水氾濫，造成只有15人死亡、中度至嚴重的損壞、和令數百萬人無家可歸。因喬伊和一個熱帶低氣壓在數日前吹襲同一個地區，其正確的死亡數目不明。

## 外部連結
- . 國立情報學研究所. （英文）